# 布丽吉特·科克
布丽吉特·科克（德語：Brigitte Köck，1970年5月18日—），奥地利女子单板滑雪运动员。她曾代表奥地利参加1998年冬季奥林匹克运动会单板滑雪比赛，获得女子大回转铜牌。